# نسرین باش
نسرین باش (به ترکی استانبولی: Nesrin Baş،  زادهٔ ۲۵ ژوئن ۲۰۰۲) یک کشتی‌گیر زن آزادکار اهل کشور ترکیه است. وی سابقه حضور در المپیک ۲۰۲۴ پاریس را دارد.  